# Кляйн-Венедиг
Кляйн-Венедиг (нем. Klein-Venedig — букв. «маленькая Венеция») — бывшая немецкая колония на территории современной Венесуэлы, существовавшая в период 1528—1546 годов. Права на территорию колонии получила банковская семья Вельзеров из Вольного города Аугсбург в качестве обеспечения долгов императора Священной Римской империи Карла V.

## История
В 1519 году перед выборами императора Священной Римской империи испанский король Карл I (позже ставший императором под именем Карл V) взял в долг у аугсбургских банкирских домов Вельзеров и Фуггеров сумму, колеблющуюся, по разным оценкам, от 143 до 158 тысяч талеров. На выборах Карл V победил французского короля Франциска I, однако средств для возвращения хотя бы части кредита у него не было. В качестве залога, согласно подписанному 27 марта 1528 года в Мадриде Венесуэльскому договору, Вельзеры получили в управление испанскую колонию Венесуэла, получившую название Кляйн-Венедиг. Они получили права назначать и смещать губернаторов и чиновников, освобождались от налога на соль, а также от таможенных и портовых сборов в Севилье, обладавшей тогда монопольным правом на торговлю с Венесуэлой. Вельзеры получили право на 4 % прибыли всего предприятия, а также на 90 % (позже 80 %) всех найденных драгоценных металлов, а присланные ими поселенцы получали свой надел земли. Со своей стороны Вельзеры были обязаны построить два города и три крепости, а также населить их.
В 1529 году первый губернатор Амброзиус Эингер (нем. Ambrosius Ehinger) с 281 колонистом прибыл в столицу Венесуэлы Ной-Аугсбург (нем. Neu Augsburg, «новый Аугсбург», сейчас Коро). В том же году был заложен Ной-Нюрнберг (нем. Neu Nürnberg, «новый Нюрнберг», сейчас Маракайбо).

Хотя изначально планировалось, что доход колония будет получать за счёт торговли золотом, солью, рабами и дорогими сортами древесины, вскоре выяснилось, что прибыль, необходимую для покрытия долгов Карла V, может принести только работорговля. Губернаторы начали концентрировать усилия в этой области, что привело к сопротивлению как индейцев, так и уже живших в Венесуэле испанских поселенцев. Испанский миссионер Бартоломе де Лас Касас писал: 

«Немцы хуже самых диких львов. Из-за своей жадности эти дьяволы в человеческом обличье действуют гораздо кровавее своих предшественников»

.
Резко возросло число жалоб в Королевские аудиенсии. В 1536 году, по ходатайству епископа Коро, была создана следственная комиссия, которая должна была проверить обвинения в преступлениях против испанцев и индейцев. Однако ни губернатор Георг Хоэрмут (Georg Hohermuth), организовавший экспедицию на поиски Эльдорадо, ни его заместитель Николаус Федерман, также ушедший в экспедицию в 1537 году, не интересовались вопросами правосудия.
В 1546 году Карл V расторг Венесуэльский договор, так как колониальная политика Вельзеров не оправдала себя: губернаторы заботились лишь о своём личном обогащении, еда, лошади и оружие по-прежнему доставлялись с Карибских островов, Маракайбо лежал в руинах, Коро перестал выполнять функции столицы, а большинство местных индейцев по-прежнему были не знакомы с христианством.
Бартоломео Вельзер до 1556 года пытался вернуть себе право на данные территории, однако в итоге окончательно потерял Венесуэлу, а также груз Николауса Федермана на складах в Колумбии.